# Myiothlypis luteoviridis
Myiothlypis luteoviridis é uma espécie de ave da família Parulidae.
Pode ser encontrada nos seguintes países: Bolívia, Colômbia, Equador, Peru e Venezuela.
Os seus habitats naturais são: regiões subtropicais ou tropicais húmidas de alta altitude.